# کلود داگنز
کلود داگنز (انگلیسی: Claude Dagens؛ زادهٔ ۲۰ مهٔ ۱۹۴۰) اسقف کلیسای کاتولیک اهل فرانسه است.
وی عضو فرهنگستان فرانسه است.
کلود همچنین برندهٔ جوایزی همچون لژیون دونور (افسر) شده‌است.